# Andritz-Ursprung
Koordinaten: 47° 8′ 10″ N, 15° 25′ 31″ O
Der Andritz-Ursprung ist eine Karstquelle im südlichen Grazer Bergland in der Steiermark. Die Quelle liegt in der Gemeinde Stattegg bei Graz und ist seit 1978 ausgewiesenes Naturdenkmal.

## Lage
Der Andritz-Ursprung liegt auf 401 m ü. A. am südwestlichen Rand des Schöckl-Massivs in der Gemeinde Stattegg, einem nördlichen Vorort der Landeshauptstadt Graz. Das Naturdenkmal befindet sich innerhalb einer historischen Maueranlage auf einem Privatgrund und kann nur nach telefonischer Vereinbarung besichtigt werden.
Aufgrund seines Namens wird der Andritz-Ursprung (auch in der Literatur) oft fälschlicherweise als Quelle des Andritzbaches genannt. Tatsächlich entspringt der Bach, der im Oberlauf häufig als Stattegger Bach bezeichnet wird, weiter nördlich am Ostabhang der Hohen Rannach. Dennoch trägt die Karstquelle als Zufluss einen erheblichen Teil zur Wasserführung des Baches bei.

## Hydrogeologie
Die Karstquelle ist im Schöcklkalk fundiert und tritt in einem Quelltümpel am Fuß einer Felswand wallernd zu Tage. Sie entwässert einen großen Teil des Schöckl-Massivs und liegt typischerweise an dessen Rand an einer tektonischen Störungslinie, dem Stattegger Tal. 
Es handelt sich beim Ursprung um das bei Weitem größte Quellphänomen des Grazer Berglandes. Die durchschnittliche Schüttung beläuft sich auf 210 l/s, der bislang gemessene Höchstwert aus dem Jahr 1938 beträgt beachtliche 1640 l/s. Bei besonderem Hochwasser wird zudem eine Verbindung mit dem etwas weiter nördlich gelegenen Frauenloch (Kataster-Nr. 2832/1) aktiv. Wasseraustritte aus ebendieser Höhle sorgten in der Vergangenheit des Öfteren für heikle Überschwemmungen im Stattegger Gemeindegebiet. 1961 wurde das Frauenloch nach einem besonders verheerenden Hochwasser durch Haldenmaterial des benachbarten Steinbruchs zugeschüttet. Die Quelltemperatur am Ursprung beträgt das ganze Jahr über konstant 10 °C.
Sein türkisblaues Erscheinungsbild verdankt das Wasser einer speziellen im Quelltümpel flächendeckend auftretenden Algenart.

## Geschichte

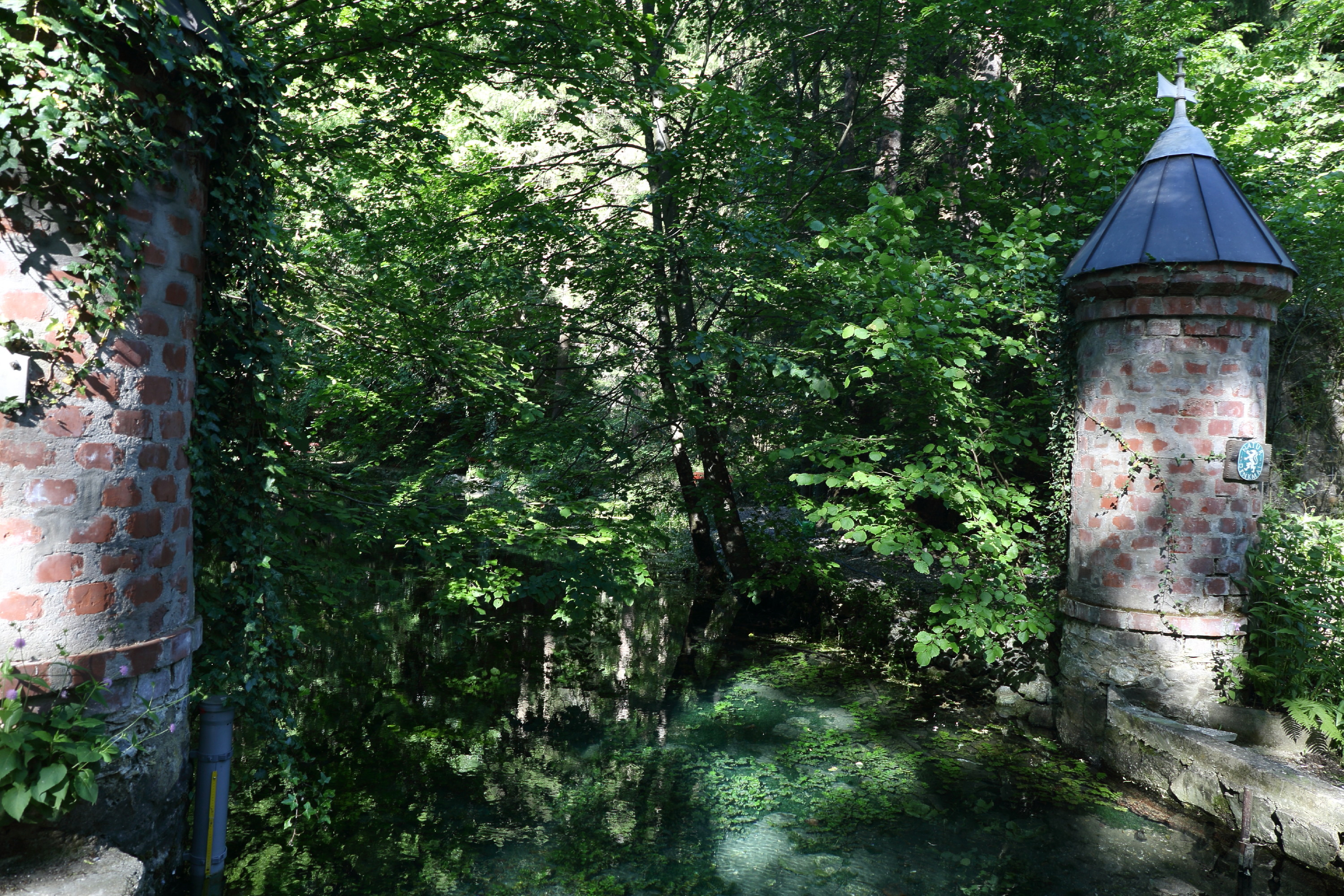
Quelltümpel mit Teilen des Mauerwerks

Bereits 1570 diente der Quelltümpel Erzherzog Karl II. zur Forellenzucht. Um Fischdiebe abzuhalten, ließ er eine Mauer rund um den Teich errichten, die bis heute existiert. Im Urbar von 1572 steht geschrieben: Der Andritzbach, darin Forellen sind, gehört mit seinem Fischwasser von dem Ursprung ob Neudorf bis an die Mur zum Amt Aigen des Landesfürsten. Mehrmals bestanden Pläne, das Quellwasser nach Graz zu leiten – erstmals um 1600, als die landesfürstliche Burg versorgt werden sollte. Diese wurden jedoch nie umgesetzt.
In einer Beschreibung der Pfarre St. Veit am Aigen aus dem Jahr 1816 wurde die Quelle wie folgt charakterisiert:
„Ursprung. Dieser Ort wird sogenannt, weil hier der so merkwürdige Andritzbach entspringt. Im Sommer sieht man hier immerwährend Stadtbewohner, welche herbei eilen, um den Ursprung in Augenschein zu nehmen. Aus dem Quellteiche, nebst welchem sich eine Steinwand befindet, fließt der Andritzbach [...] und man will behaupten, dass er durch unterirdische Wege vom Schöcklberge in den Teich ströme. So wie dieses Bächlein nie austrocknet, so ist es auch immer fischreich, und der Fischliebhaber kann sich hier durch den Fang teils ergötzen, teils nähren, doch erbeutet man höchst eineinhalbpfündige Stücke, und zwar sogenannte Forellen.“
Der Sagenforscher Hans von der Sann verfasste 1892 folgende Beschreibung:
„Der Andritz-Ursprung ist die ansehnlichste Quelle in der Umgebung von Graz. Sie liefert in der Stunde durchschnittlich 237 Kubikmeter Wasser, das kristallhell aus dem Kalkboden quillt mit einer im Winter und Sommer hindurch stets gleichbleibenden Temperatur von zehn Grad Celsius.“
1830 erhielt die Quelle Besuch von Kaiser Franz I., seiner Frau Caroline, deren Tochter Erzherzogin Marie Louise von Parma sowie Erzherzog Johann und Herzog von Reichstadt. Eine Marmortafel aus demselben Jahr weist heute noch auf dieses denkwürdige Ereignis hin.

Der Mystiker und heute als „Schreibknecht Gottes“ bekannte Jakob Lorber besuchte die Quelle 1840 und hatte dabei angeblich eine Engelserscheinung. Nicht zuletzt wegen dieses Ereignisses wurde dem Quellwasser immer wieder eine heilende Wirkung zugesprochen, die jedoch wissenschaftlich nicht belegt werden konnte. Kurzzeitig war sogar die Errichtung einer Kaltwasserkuranstalt im Gespräch. Seit 1956 befindet sich das Grundstück mit dem Ursprung in Besitz der deutschen Jakob-Lorber-Gesellschaft, die an dieser Stelle eine Begegnungsstätte eingerichtet hat.
Aufgrund seiner Einzigartigkeit in der Gegend und später der mystischen Erzählungen Jakob Lorbers fand der Ursprung vielfach Eingang in Sagen. Eine solche berichtet von der Nixe vom Andritz-Ursprung. Der Überlieferung zufolge sollen zwei betrunkene Burschen die Nixe gefunden und zu Tode geprügelt haben, ehe sie ihnen im Sterben liegend, die Aussicht auf unendlichen Reichtum (Goldvorkommen) verwehrte.

## Wassernutzung
Heute wird das Quellwasser nach wie vor für die Fischzucht genutzt, die Tiere befinden sich allerdings in eigenen Becken der am Nachbargrund gelegenen Forellenzucht Igler. Eine unmittelbare Trinkwassernutzung findet nicht zuletzt aufgrund erhöhter Keimanteile nicht mehr statt. Lediglich das Haus der Begegnungsstätte wird noch vom Quellwasser versorgt. Eine Schöpfstelle am Ablauf des Quelltümpels ist immer freitags bis 16 Uhr frei zugänglich.
Über eine Ableitung am Andritzbach im Bereich der Maschinenfabrik trägt der Ursprung indirekt zur Grazer Wasserversorgung bei. Das Wasser dient der Grundwasseranreicherung im Wasserwerk Andritz.